# Alf (console de jeux vidéo)
Pour les articles homonymes, voir Alf.
L'Alf, est une console de jeux de salon à cartouches sortie en 1991.
Conçue par les ingénieurs de l'usine d’État biélorusse Zapad qui la font fabriquer par l'usine Tsvetotron, elle devait constituer le pendant de la console NES sur le marché soviétique. Les dates de son développement et de sa commercialisation en font une console de troisième génération. Son très faible succès commercial est dû au fait qu'elle ait été commercialisée au moment de la chute de l'Union Soviétique.
Il s'agit de l'une des consoles les plus rares qui soient : fin 2019, il n'en resterait que trois exemplaires.